# Área de Conservação da Paisagem de Naage
A Área de Conservação da Paisagem de Naage é um parque natural localizado no condado de Harju, na Estónia.
A área do parque natural é de 5 hectares.
A área protegida foi fundada em 2005 para proteger o Klint do Báltico, as suas florestas klint e a sua biodiversidade.